# Khawang
Khawang (nepalski: खवाङ) – gaun wikas samiti w zachodniej części Nepalu w strefie Rapti w dystrykcie Pyuthan. Według nepalskiego spisu powszechnego z 2001 roku liczył on 984 gospodarstw domowych i 5104 mieszkańców (2811 kobiet i 2293 mężczyzn).